# ۵۰ بار برتر جهان
۵۰ بار برتر جهان (انگلیسی: The World's 50 Best Bars) فهرستی سالانه است که بهترین مکان‌های بین‌المللی برای نوشیدن مشروبات الکلی را معرفی و تجلیل می‌کند و همچنین رتبه‌بندی سالانه بارها را ارائه می‌کند که بیش از ۶۵۰ متخصص مشروبات الکلی از سراسر جهان به آن رأی داده‌اند.

## تاریخچه
این فهرست نخستین بار در سال ۲۰۰۹ ارائه شد و مراسم اهدای جوایز سالانه آن نیز در لندن از سال ۲۰۱۲ آغاز شد در سال ۲۰۲۲، مراسم برای نخستین بار از لندن به بارسلون منتقل شد. در فهرست ۵۰ بار برتر جهان، بارهای هتل‌های بزرگ، اسپیک‌ایزی‌های زیرزمینی، میکده‌های نامتعارف و بار ارزان قیمت و خلوت در محله‌های فقیر مورد بررسی قرار می‌گیرند که هدفش تجلیل از تنوع و جهانی بودن فرهنگ نوشیدنی و بازتاب سالن‌های جدید بار در حال توسعه در سراسر جهان است. ۵این فهرست متعلق به شرکت ویلیام رید است و توسط آن سازماندهی می‌شود ۵۰ رستوران برتر جهان را نیز تهیه می‌کند. ویلیام رید تنها مسئول سازماندهی جوایز، جمع‌آوری آرا و تهیه لیست است. هیچ‌یک از کارمندان برگزارکننده یا هیچ‌یک از حامیان مالی مرتبط با جوایز، از جمله حامی اصلی، هیچ تأثیری بر نتایج نهایی ندارند.
در سال ۲۰۱۶، فهرست ۵۰ بار برتر جهان با راه اندازی «فهرست ۵۰ بار برتر آسیا»، نخستین جایزه منطقه‌ای برای این فهرست گسترش یافت. دومین فهرست منطقه‌ای، ۵۰ بار برتر آمریکای شمالی، در سال ۲۰۲۲ راه اندازی شد.

## نحوه رای‌گیری
این فهرست با رای‌های «آکادمی ۵۰ بار برتر جهان»، که متشکل از بیش از ۶۵۰ متخصص مشروبات الکلی با برابری جنسیتی ۵۰/۵۰، شامل بارمن‌های مشهور، مشاوران، منتقدان و متخصصان کوکتل از سراسر جهان است، تهیه شده است. آکادمی رأی‌دهندگان در ۲۸ منطقه جغرافیایی جهانی پراکنده شده است، که هر کدام توسط یک رئیس آکادمی که رأی‌دهندگان منطقه خود را انتخاب می‌شود. توزیع رأی‌دهندگان به‌گونه‌ای طراحی شده تا توسعه نسبی و پیچیدگی بخش مشروبات الکلی، و تمرکز بر بارهای باکیفیت را منعکس کند. هر منطقه رای‌دهندگان باید ناشناس بمانند و رای‌دهی محرمانه، امن و مستقل توسط شرکت بین‌المللی دیلویت نظارت می‌شود.

## بارهای برتر جهان
| بارهای برتر جهان |                      |                         |                   |
| سال              | اول                  | دوم                     | سوم               |
| ۲۰۰۹             | میلک اند هانی (لندن) | میلک اند هانی (نیویورک) | بودا بار          |
| ۲۰۱۰             | میلک اند هانی (لندن) | پلیز دونت تل            | هریز بار          |
| ۲۰۱۱             | پلیز دونت تل         | کانوت                   | آرتزیَن            |
| ۲۰۱۲             | آرتزیَن               | پلیز دونت تل            | نایت‌جار           |
| ۲۰۱۳             | آرتزیَن               | نایت‌جار                 | ‌های فایو          |
| ۲۰۱۴             | آرتزیَن               | دد ربیت                 | نایت‌جار           |
| ۲۰۱۵             | آرتزیَن               | دد ربیت                 | نایت‌جار           |
| ۲۰۱۶             | دد ربیت              | اِمریکن بار              | دَندلیان           |
| ۲۰۱۷             | اِمریکن بار           | دَندلیان                 | نومد              |
| ۲۰۱۸             | دَندلیان              | اِمریکن بار              | مَنهتن             |
| ۲۰۱۹             | دانته نیویورک        | کانوت                   | فلورریا آتلانتیکو |
| ۲۰۲۰             | کانوت                | دانته نیویورک           | کِلامسیز           |
| ۲۰۲۱             | کانوت                | تایر + اِلمنتری          | پارادیزو          |
| ۲۰۲۲             | پارادیزو             | تایر + اِلمنتری          | سیپز              |
| ۲۰۲۳             | سیپز                 | دابل چیکن پلیز          | هندشیک اسپیک‌ایزی  |
| ۲۰۲۴             |                      |                         |                   |
| ۲۰۲۵             |                      |                         |                   |

## بارهای برتر آسیا
| بارهای برتر آسیا |     |             |      |
| سال              | اول | دوم         | سوم  |
| ۲۰۲۲             | کوآ | جیگر و پونی | آرگو |

## بارهای برتر آمریکای شمالی
| بارهای برتر آمریکای شمالی |                |                  |                   |
| سال                       | اول            | دوم              | سوم               |
| ۲۰۲۲                      | آتابوی         | هندشیک اسپیک‌ایزی | لیکورریا لیمانتور |
| ۲۰۲۳                      | دابل چیکن پلیز | هندشیک اسپیک‌ایزی | کاتانا کیتن       |